# Enzima de restricción
Una enzima de restricción (o endonucleasa de restricción) es aquella que puede reconocer una secuencia característica de nucleótidos dentro de una molécula de ADN y cortar el ADN en ese punto en concreto, llamado sitio o diana de restricción, o en un sitio no muy lejano a este. Los sitios de restricción cuentan con entre cuatro y seis pares de bases, con las que son reconocidos. 
El mecanismo del corte de ADN se realiza a través de la ruptura de dos enlaces fosfodiéster en la doble hebra, lo que da lugar a dos extremos de DNA. Estos pueden ser romos (cuando los enlaces rotos coinciden) o cohesivos/escalonados. Estos últimos tienen tendencia a volver a unirse de modo espontáneo, ya que los extremos se pueden unir a otros extremos coincidentes que pueda haber en la cercanía (Apareamiento de Watson & Crick).

Corte de EcoRI dejando extremos cohesivos.

Restricción de SmaI dejando extremos romos.

Los fragmentos de ADN obtenidos de este modo pueden unirse por otras enzimas llamadas ligasas. 
Las enzimas de restricción que a pesar de ser distintas y provenir de distintas especies, tienen la misma secuencia de reconocimiento y dejan el mismo extremo cohesivo, pero no cortan en el mismo sitio, son llamadas isoesquizómeros. Por ejemplo, están los isoesquizómeros Asp718 y KpnI.
El Premio Nobel de Medicina de 1978 fue concedido a los microbiólogos Werner Arber, Daniel Nathans y Hamilton Smith por el descubrimiento de las endonucleasas de restricción lo que condujo al desarrollo de la tecnología de ADN recombinante. El primer uso práctico de su trabajo fue la manipulación de la bacteria E. coli para producir insulina humana para los diabéticos.
Uno de los campos en los que las enzimas de restricción han tenido mayor implicación ha sido el diagnóstico de enfermedades genéticas relacionadas con cambios en la secuencia del ADN, ya sean mutaciones puntuales, inserciones o deleciones de fragmentos. Si estas se producen en un sitio de reconocimiento de la enzima de restricción, al producirse eliminarán o agregarán nuevos sitios de corte. Al aplicar esta enzima al gen de una persona sana y una enferma se deberían observar distintas cantidades de fragmentos para cada caso en una electroforesis.

## Sistemas de restricción-modificación (M-R)
El sistema de restricción-modificación (M-R) es usado in vivo por bacterias para protegerse de ataques de DNA exógenos (normalmente víricos) que ingresen en la bacteria, eliminando las secuencias ajenas al genoma de estas. El ADN propio no sufre deleción por parte de las enzimas de restricción del organismo que las produce, puesto que previamente ha sido modificado por metilación a través de la acción de una metiltransferasa, enzima que transfiere grupos metilo desde S-adenosil-metionina (SAM) a bases específicas. Este sistema fue descubierto en 1968, a resultas de una serie de estudios sobre la infección del fago l en dos cepas diferentes de Escherichia coli (las llamadas cepas “K12” y “B”). Este sistema consta de dos partes:
- Restricción: Este sistema le permite a la bacteria protegerse de DNA exógenos para evitar la “promiscuidad” en los intercambios genéticos. Esto le confiere inmunidad frente a bacteriófagos que pudieran poner en peligro la individualidad genética o incluso la vida de la bacteria, lo que se realiza a través de cortes mediante endonucleasas de restricción a los DNA exógenos que ingresen a la bacteria.

- Modificación: Consiste en la introducción de grupos metilo (CH3-) en determinadas bases dentro de determinadas secuencias del ADN, lo cual está catalizado por una metilasa específica.

Existen varios mecanismos de acción generales de estos sistemas, de los cuales destacan el tipo I y el tipo II:
- M-R tipo I: Fueron los primeros en ser descritos. Lo característico de los sistemas M-R de tipo I es que las actividades de modificación y las de restricción están producidas por un complejo multiproteico, que realiza los dos tipos de actividades. Algunas características son:

- Reconocen secuencias relativamente grandes que no presentan simetrías.

- La actividad de restricción (de las subunidades R) corta lejos del sitio de reconocimiento (del orden de unos 1000 pb), y en lugares inespecíficos.

- La restricción requiere de ATP.

- La actividad metilasa del complejo hace uso de S-adenosil-metionina (SAM) como donador de los grupos metilo.

- M-R tipo II: Aquí cada subunidad del dímero reconoce la misma secuencia, presente en cada una de las partes especulares del palíndromo, y realiza un corte en un lugar específico, que obviamente tiene su correspondiente en la otra cadena de la otra mitad del palíndromo. Más de la tercera parte de las cepas bacterianas presentan al menos un sistema M-R de tipo II. Muchas de ellas son codificadas a partir de genes situados en plásmidos. Algunas características que tiene este mecanismo son:

- Las dos actividades las realizan dos proteínas distintas que no forman complejos multiproteicos.

- No utilizan ATP. Solo necesitan iones Mg++ para funcionar. La metilasa usa SAM como donador de metilos.

- Cada miembro de la pareja de modificación y restricción reconoce la misma secuencia específica de ADN.

- El sitio de reconocimiento consta de 4 o 6 pb que constituyen una secuencia palindrómica.

- La metilasa suele ser una proteína monomérica, que introduce grupos metilo en una A o en una G (según la metilasa en cuestión), en ambas cadenas, dentro del sitio de reconocimiento.

- La enzima de restricción suele ser una proteína formada por dos subunidades del mismo tipo, ensambladas simétricamente. Pueden dejar extremos cohesivos o extremos romos. Algunas enzimas de restricción dejan extremos sobresalientes 5', mientras que otras dejan extremos sobresalientes 3'.

## Modelo de enzimas de restricción
Existen, en general, 3 sistemas de enzimas de restricción:
- Modelo 1: Una sola enzima (con 3 subunidades) tiene actividad de restricción (corta) y modificación (metila). Al reconocer la secuencia específica de DNA corta al azar en sitios distintos al sitio de reconocimiento, ya sea río arriba o río abajo. El corte deja extremos cohesivos. Necesitan de ATP para moverse en el DNA, desde el lugar de reconocimiento hasta el sitio de corte (unas 1000 pares de bases aproximadamente), además de SAM (S-adenosil-metionina) y Mg++ como cofactores.

- Modelo 2: Solo tienen actividad de restricción. Otras enzimas llevan a cabo la metilación. El corte es efectuado en el sitio de reconocimiento, o bien, cerca de él, por lo que el corte es resistente y predecible. Por esta característica es que son muy utilizadas para clonación de genes, ya que al cortar en sitios específicos se pueden recuperar secuencias conocidas. Solo requieren Mg++ como cofactor, no necesitan de ATP.

- Modelo 3: Se utiliza una enzima oligomérica que realiza todas las actividades enzimáticas. Tienen función de restricción y modificación. Cortan de 25 a 27 pares de bases lejos del sitio de reconocimiento, dejando extremos cohesivos. Requieren dos secuencias de reconocimiento en orientación opuesta en la misma cadena de DNA. Necesitan ATP, Mg++ y SAM (S-adenosil-metionina) como cofactores.

Hay otros sistemas de restricción descubiertos actualmente, como el sistema tipo 4 de E. coli (Eco571) que consta de una sola enzima que corta únicamente DNA metilado en una secuencia específica, y que además metila.

## Nomenclatura
- 1º. Tres letras que corresponden al nombre científico del microorganismo (ej. Escherichia coli (Eco); Haemophilus influenzae (Hin)); y por ello las tres primeras letras del nombre se escriben en cursiva.

- 2º. La cepa o estirpe si la hubiese (ej. EcoR, aislada de la cepa "RY13" de E. coli )

- 3º. En números romanos, un número para distinguir si hay más de una endonucleasa aislada de esa misma especie. No confundir con el tipo de enzima de restricción.

- 4º. Todas deberían llevar delante una R de restricción o un M de metilasa según la función de la enzima, pero generalmente se omite.

De esta manera, el nombre de la enzima de restricción EcoRI se construiría de la siguiente manera:
| Nomenclatura | Ejemplo                        | Corresponde a:                                      |
| ------------ | ------------------------------ | --------------------------------------------------- |
| E            | Escherichia                    | Género de la bacteria                               |
| co           | coli                           | Especie de la bacteria                              |
| R            | RY13                           | Cepa de la bacteria                                 |
| I            | La primera enzima identificada | Orden de identificación de la enzima en la bacteria |

Así mismo, las enzimas HaeII y HaeIII provienen de Haemophilus aegyptius, MboI y MboII de Moraxella bovis, etc.

## Ejemplos
Consultar el artículo principal lista de sitios de corte de enzimas de restricción.
En esta tabla se presentan algunas enzimas de restricción, con su respectivo origen bacteriano y sitio de reconocimiento.
| Enzima                           | Origen Bacteriano             | Sitio de Reconocimiento     | Resultado del Corte                           |
| -------------------------------- | ----------------------------- | --------------------------- | --------------------------------------------- |
| EcoRI                            | Escherichia coli              | 5'GAATTC 3'CTTAAG           | 5'---G AATTC---3' 3'---CTTAA G---5'           |
| BamHI                            | Bacillus amyloliquefaciens    | 5'GGATCC 3'CCTAGG           | 5'---G GATCC---3' 3'---CCTAG G---5'           |
| BglII                            | Baccilus globiggi             | 5'AGATCT 3'TCTAGA           | 5'---A GATCT---3' 3'---TCTAG A---5'           |
| FokI                             | Flavobacterium okeanokoites   | 5'GGATG 3'CCTAC             |                                               |
| DpnI*                            | Diplococcus pneumoniae        | CH3 \| 5'GATC 3'CTAG \| CH3 | CH3 \| 5'---GA TC---3' 3'---CT AG---5' \| CH3 |
| HindII                           | Haemophilus influenzae        | 5'GTPyPuAC 3'CAPuPyTG       | 5' ---GTPy PuAC---3' 3' ---CAPu PyTG---5'     |
| HindIII                          | Haemophilus influenzae        | 5'AAGCTT 3'TTCGAA           | 5'---A AGCTT---3' 3'---TTCGA A---5'           |
| TaqI                             | Thermus aquaticus             | 5'TCGA 3'AGCT               | 5'---T CGA---3' 3'---AGC T---5'               |
| NotI                             | Nocardia otitidis             | 5'GCGGCCGC 3'CGCCGGCG       | 5'---GC GGCCGC---3' 3'---CGCCGG CG---5'       |
| HinfI                            | Haemophilus influenzae        | 5'GANTC 3'CTNAG             | 5'---G ANTC---3' 3'---CTNA G---5'             |
| Sau3A                            | Staphylococcus aureus         | 5'GATC 3'CTAG               | 5'--- GATC---3' 3'---CTAG ---5'               |
| PovII*                           | Proteus vulgaris              | 5'CAGCTG 3'GTCGAC           | 5'---CAG CTG---3' 3'---GTC GAC---5'           |
| SmaI*                            | Serratia marcescens           | 5'CCCGGG 3'GGGCCC           | 5'---CCC GGG---3' 3'---GGG CCC---5'           |
| HaeIII*                          | Haemophilus aegyptius         | 5'GGCC 3'CCGG               | 5'---GG CC---3' 3'---CC GG---5'               |
| AluI*                            | Arthrobacter luteus           | 5'AGCT 3'TCGA               | 5'---AG CT---3' 3'---TC GA---5'               |
| EcoRV*                           | Escherichia coli              | 5'GATATC 3'CTATAG           | 5'---GAT ATC---3' 3'---CTA TAG---5'           |
| KpnI                             | Klebsiella pneumonia          | 5'GGTACC 3'CCATGG           | 5'---GGTAC C---3' 3'---C CATGG---5'           |
| PstI                             | Providencia stuartii          | 5'CTGCAG 3'GACGTC           | 5'---CTGCA G---3' 3'---G ACGTC---5'           |
| SacI                             | Streptomyces achromogenes     | 5'GAGCTC 3'CTCGAG           | 5'---GAGCT C---3' 3'---C TCGAG---5'           |
| SalI                             | Streptomyces albue            | 5'GTCGAC 3'CAGCTG           | 5'---G TCGAC---3' 3'---CAGCT G---5'           |
| SphI                             | Streptomyces phaeochromogenes | 5'GCATGC 3'CGTACG           | 5'---G CATGC---3' 3'---CGTAC G---5'           |
| XbaI                             | Xanthomonas badrii            | 5'TCTAGA 3'AGATCT           | 5'---T CTAGA---3' 3'---AGATC T---5'           |
| * = ADN queda con extremos romos |                               |                             |                                               |

## Aplicaciones en el diagnóstico de enfermedades genéticas
Gracias a las enzimas de restricción somos capaces de diagnosticar ciertas enfermedades genéticas, bien sean debidas a una variación en el material genético (duplicación, deleción, etc) o bien sean debidas a una mutación en una base puntual. El procedimiento para dicho diagnóstico consistiría en amplificar por PCR una región concreta del cromosoma donde sepamos que debería estar o no ese cambio genético y añadir la enzima o enzimas de restricción para que así se realicen los cortes pertinentes. Tras realizar dichos cortes, correremos nuestras muestras en un gel de electroforesis y veremos las diferencias de tamaños que existen. Si la mutación genera una deleción, al correr en la electroforesis observaremos un fragmento menor al que esperaríamos de un paciente sano, de tal manera que lo podríamos diagnosticar. Si la mutación, por el contrario, genera una mutación puntual, podremos aprovecharla para utilizar una enzima en ese punto y que así, si no existe dicha mutación, ese corte no se producirá y obtendremos un fragmento mayor en el gel de electroforesis. 